# Myllytulli
Le Myllytulli (en finnois : Myllytullin kaupunginosa) est  un  quartier du district central de la ville d'Oulu en Finlande.

## Description
Le quartier compte 2 151 habitants (31.12.2018).
Myllytulli était principalement une zone industrielle, transformée en zone résidentielle en 1984. 
Certains anciens bâtiments industriels ont été conservés et rénovés en tant que musées  musées, tels que le musée d'art d'Oulu, le centre scientifique Tietomaa, la centrale de Myllytulli endommagée par un incendie transformée en galerie d'art. 
Une grande partie du quartier est occupée par le parc des îles Hupisaaret situé dans le delta du fleuve Oulujoki. Le musée de l'ostrobothnie du nord est situé dans le parc.
La prison d'Oulu (fi) est située dans le quartier.

## Lieux et bâtiments
- Le Centre scientifique Tietomaa
- Le Musée d'art d'Oulu
- Le  parc des îles Hupisaaret
- Prison d'Oulu (fi)
- Tervaväylä

## Galerie

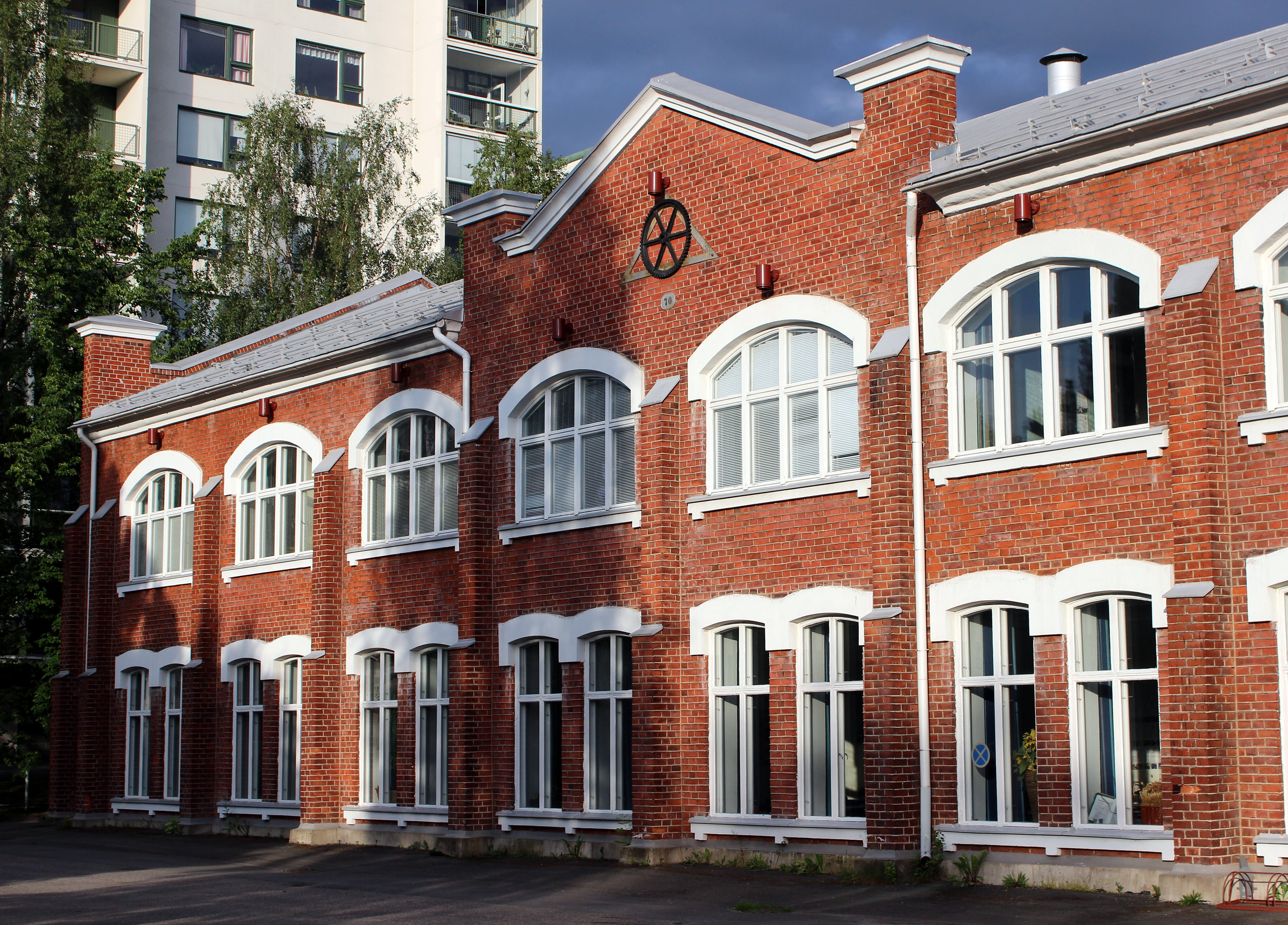
L'école professionnelle.
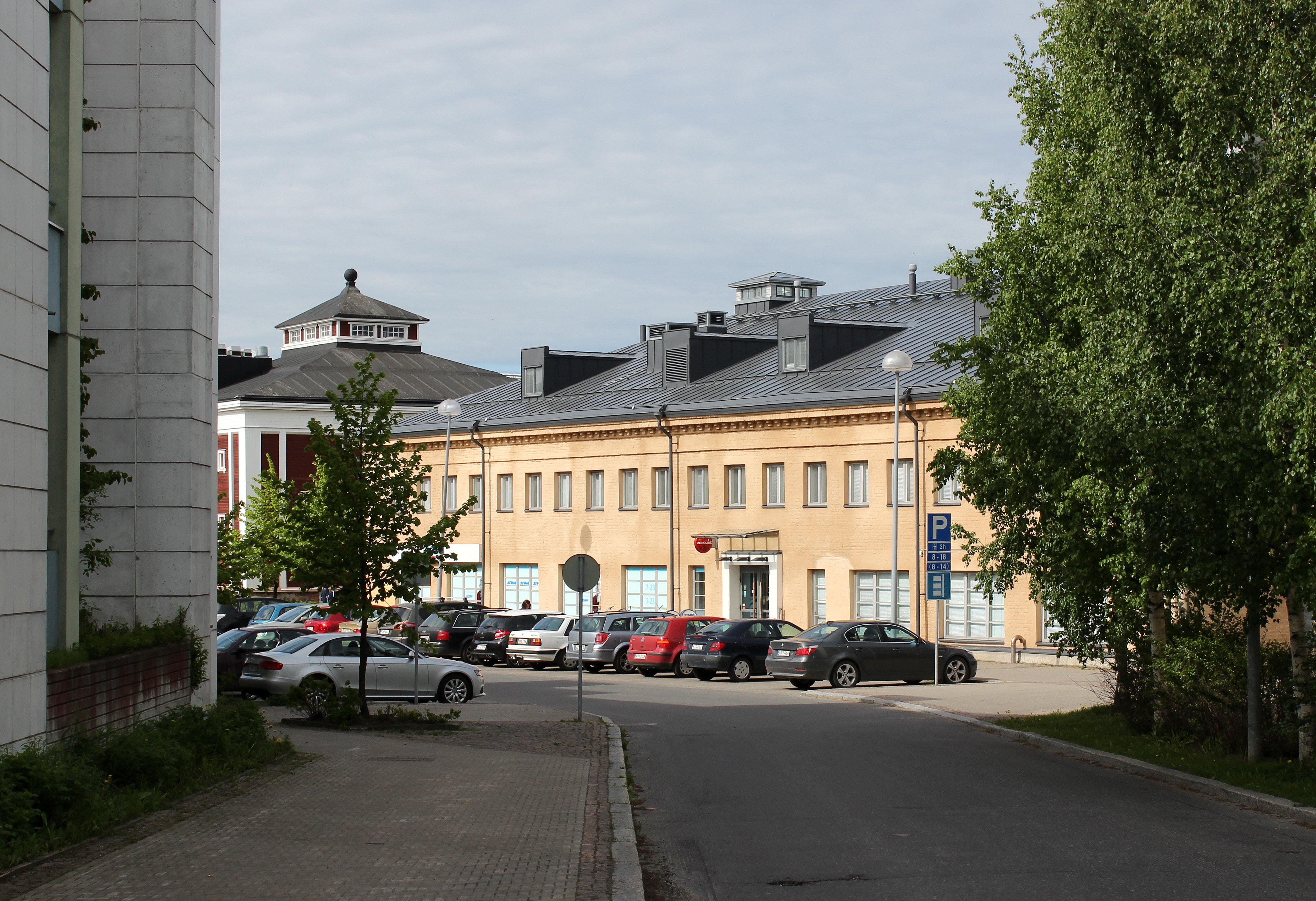
La rue Puusepänkatu.
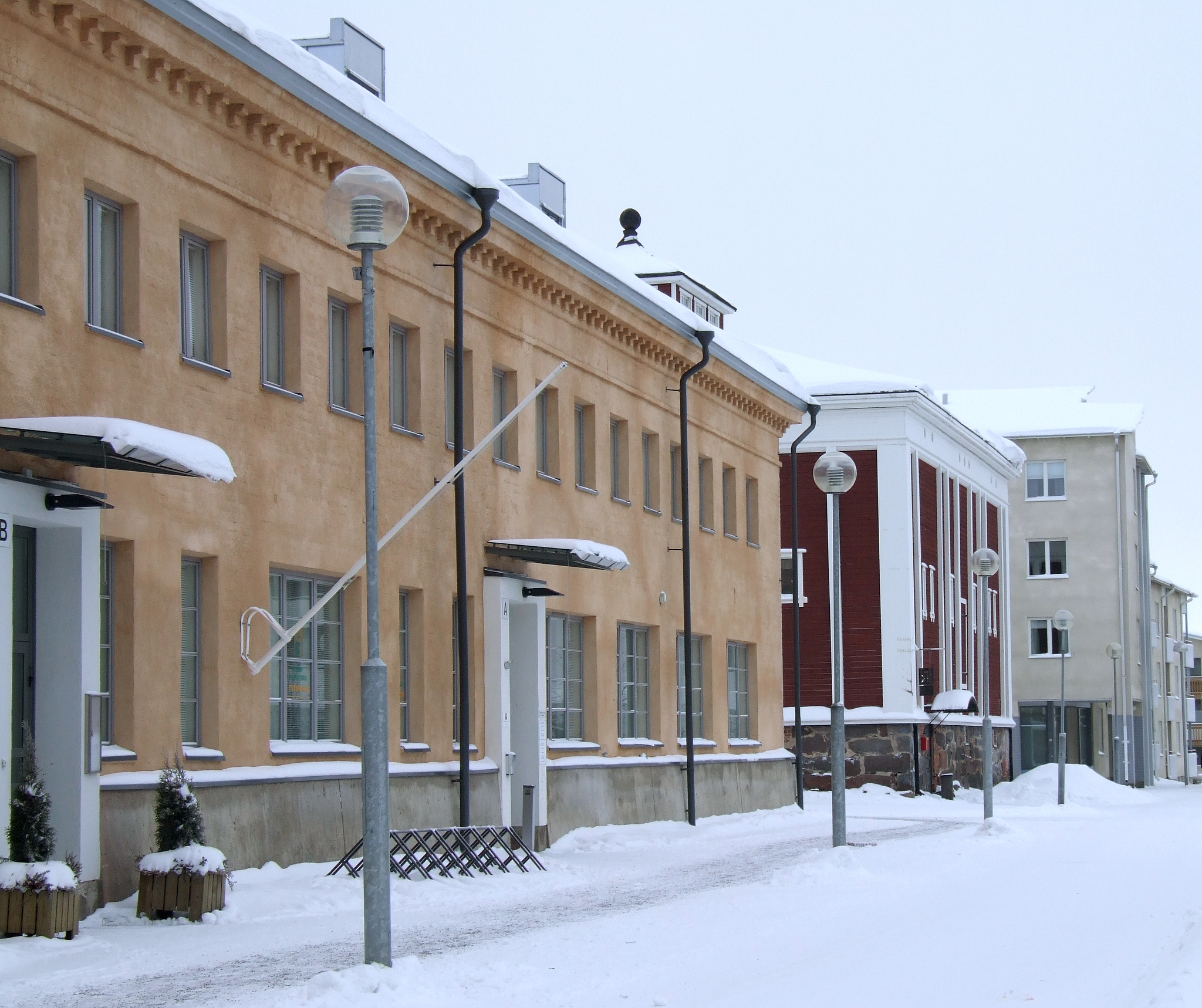
La rue Myllytullinkatu.

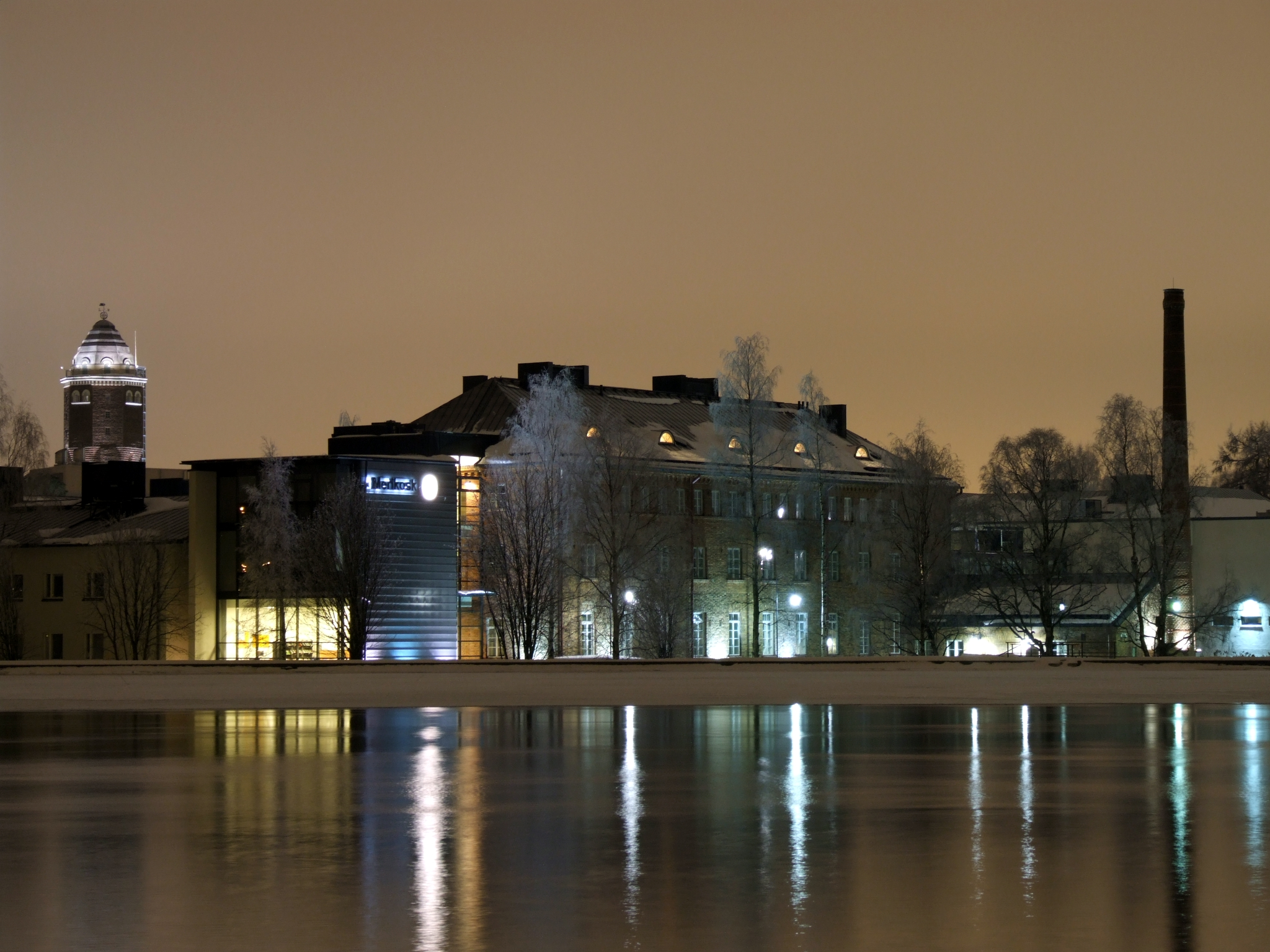
Le bâtiment de l'organisation Verve.
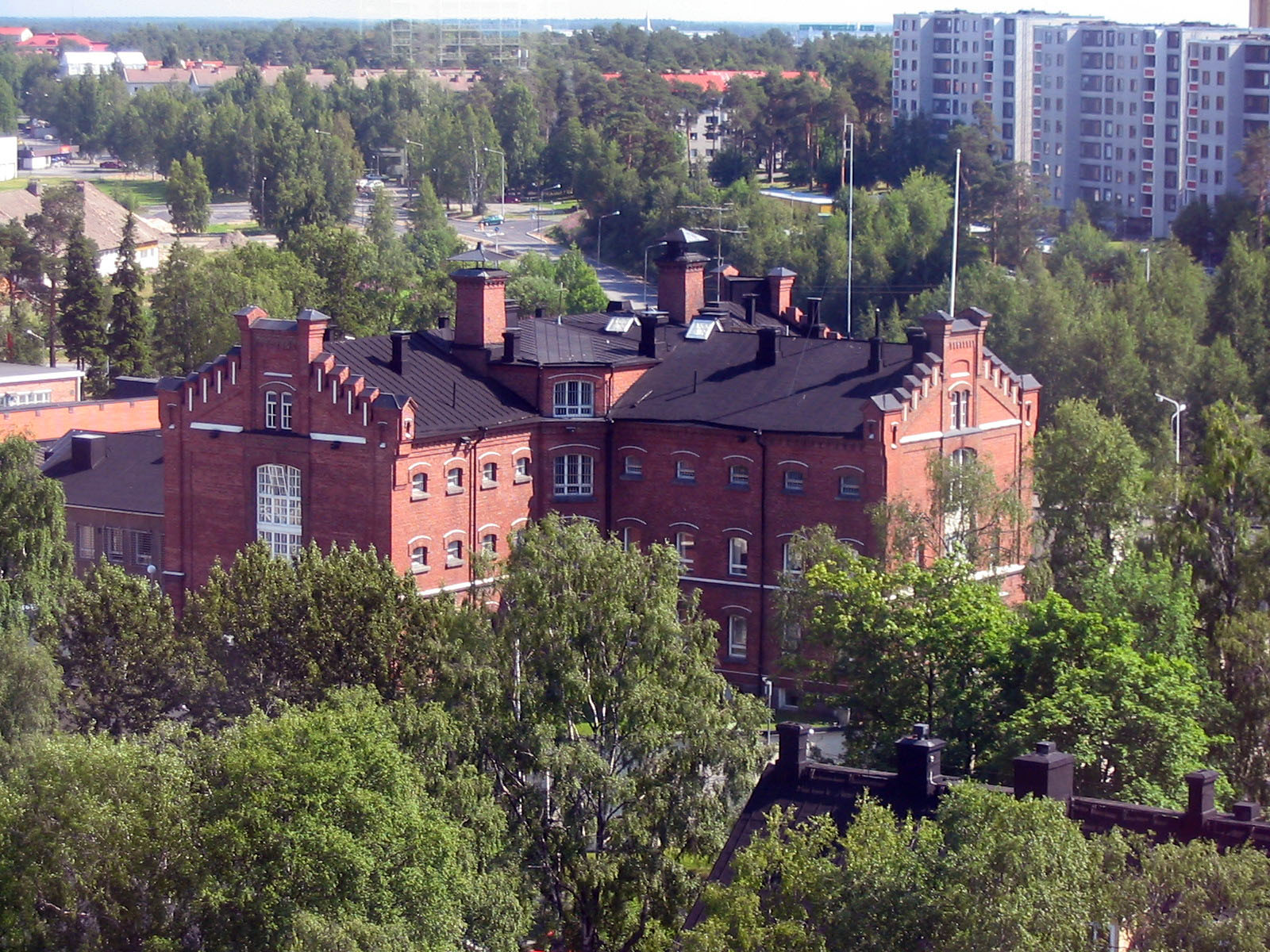
La prison d'Oulu.
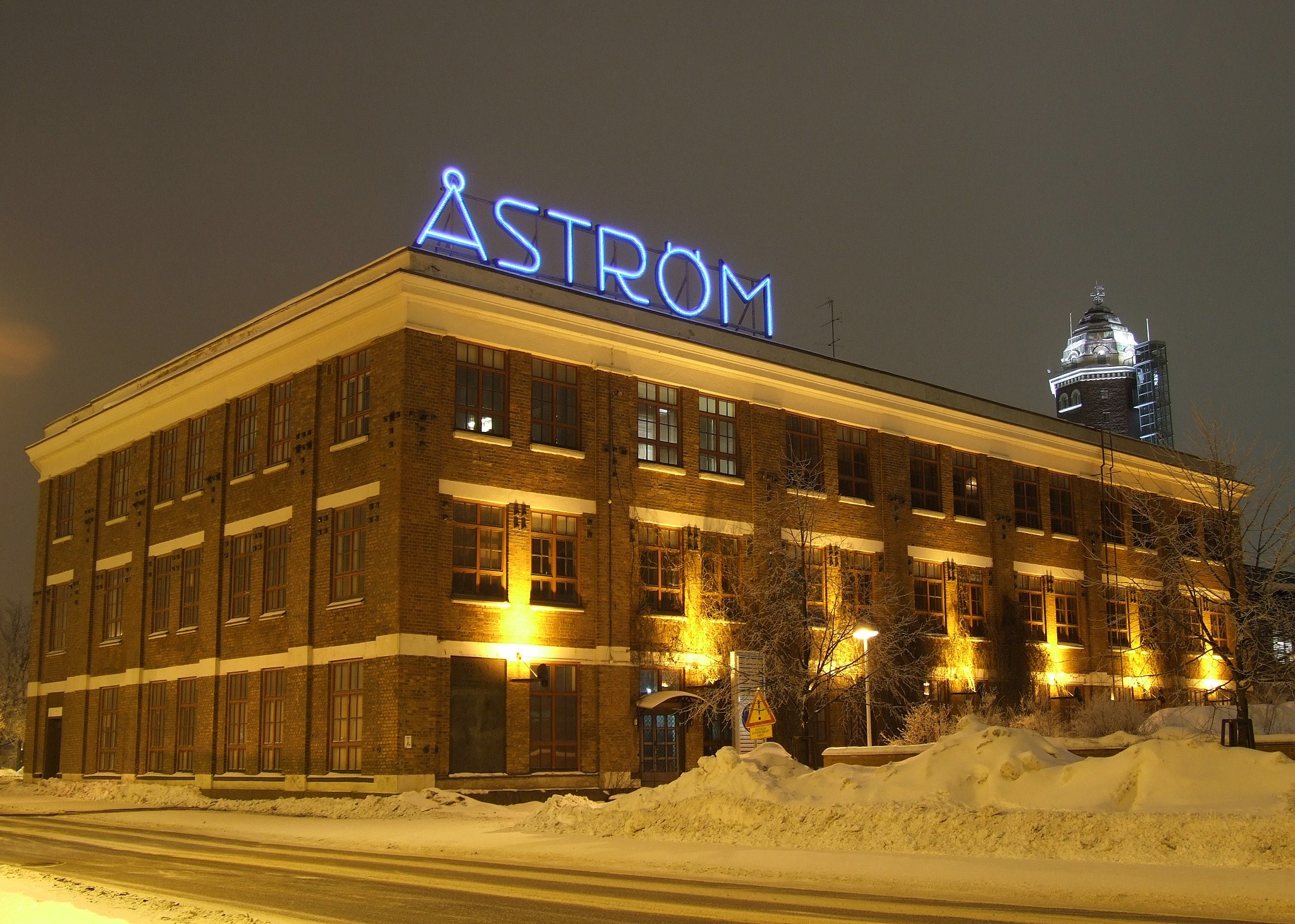
L'ancienne tannerie des frères Åström